# Zeche Altena
Die Zeche Altena war ein Bergwerk in Bommern. Das Bergwerk, das auch unter dem Namen Zeche Altene genannt wird, befand sich im Muttental im Bereich der Kusekampstraße.

## Bergwerksgeschichte
Am 2. Juli 1751 erfolgte die Verleihung des Längenfeldes Altena. In den Jahren 1754 und 1756 war das Bergwerk nachweislich in Betrieb. Im Jahr 1766 erfolgte eine erneute Vermessung. Zwischen 1800 und 1853 war das Bergwerk teilweise vereint zu Miething & Altena. Am 10. Juni 1844 musste, aufgrund eines Gerichtsurteils, der westliche Feldesteil abgetrennt werden und erhielt den Namen Oberste Frielinghaus. Im Jahr 1852 erfolgte über die St. Johannes Erbstollensohle die Konsolidierung zur Zeche Louischen. Ein Jahr später erfolgte dann am 18. Mai unterhalb der Erbstollensohle die Konsolidierung zur Zeche Vereinigte Louisenglück.